# 1153
1153 (MCLIII) fue un año común comenzado en jueves del calendario juliano.

## Acontecimientos
- 6 de noviembre: en el Reino Unido, el Tratado de Wallingford pone fin a la guerra civil entre la emperatriz Matilde de Inglaterra (Londres, 1102 – Ruan, 1167) y Esteban de Inglaterra (Blois, Francia, 1097 – 1154).
- Anastasio IV sucede a Eugenio III como papa.

## Nacimientos
- Infante Fernando de Castilla y Polonia. Hijo de Alfonso VII el Emperador, rey de Castilla y León, y de su segunda esposa, la reina Riquilda de Polonia.

## Fallecimientos
- 16 de agosto: Bernard de Tremelay, gran maestre de la Orden del Temple.
- 20 de agosto: Bernardo de Claraval, religioso y santo católico.
- Ana Comnena, princesa e historiadora bizantina.